# Infinitiv
Infinitiv je osnovni, rječnički oblik glagola i jedan od neodređenih glagolskih načina. U hrvatskom se jeziku tvori dodavanjem nastavaka na -ti ili -ći na infinitivnu osnovu glagola. Neodređeni je glagolski oblik jer se ne zna u kojemu je vremenu i jer se ne može mijenjati kroz lica.

### Primjeri:
| Infinitivna osnova | Glagolski pridjev radni | Infinitiv |
| ------------------ | ----------------------- | --------- |
| pek                | +ći                     | peći      |
| misli              | +ti                     | misliti   |

- dati
- pisati
- morati
- htjeti
- peći
- ići
- moći
- postići